# Bjuråker-Norrbo församling
Bjuråker-Norrbo församling är en församling i Dellenbygdens pastorat i Hälsinglands norra kontrakt i Uppsala stift. Församlingen ligger i Hudiksvalls kommun i Gävleborgs län.

## Administrativ historik
Församlingen bildades 2006 genom sammanslagning av Bjuråkers församling och Norrbo församling, och bildade då ett eget pastorat. Från 2018 ingår församlingen i ett pastorat med Delsbo församling.

## Kyrkor
- Bjuråkers kyrka
- Norrbo kyrka